# Evelyn Nesbit
Pour les articles homonymes, voir Nesbitt.
Florence Evelyn Nesbit (25 décembre 1884 - 17 janvier 1967) est une danseuse de revue, modèle et actrice américaine. Attirant l'attention par sa beauté, elle posa pour plusieurs artistes et photographes de renom, notamment pour Charles Dana Gibson pour qui elle inspira l'une des Gibson Girls les plus notoires.
Sa notoriété lui vient principalement de son implication dans une affaire qui défraya la chronique judiciaire aux États-Unis en 1906, le meurtre de Stanford White, architecte avec qui elle avait eu une relation alors qu'elle était âgée de 16 ans, par son premier mari, Harry Kendall Thaw qui accusait White de l'avoir violée.

## Les débuts

### Enfance et adolescence
Née le jour de Noël 1884 à Tarentum, près de Pittsburgh en Pennsylvanie, elle avait des ancêtres écossais et irlandais. Toute enfant, Florence Evelyn était d'une beauté frappante, mais très tranquille et assez timide. Elle avait un plus jeune frère, Howard.
La famille Nesbit déménagea à Pittsburgh aux alentours de 1893, alors qu'Evelyn n'était encore qu'écolière. Son père, Winfield Scott Nesbit, était un homme de loi qui connaissait quelques difficultés sur le plan financier. Il mourut cette année-là, laissant derrière lui des dettes importantes ; sa femme et ses deux enfants se retrouvèrent ainsi presque sans le sou.
Pendant des années, Evelyn, sa mère et son frère cadet vécurent dans une semi-pauvreté mais, lorsqu'elle atteignit l'adolescence, sa beauté attira l'attention de nombreux artistes locaux, y compris John Storm, et elle put alors trouver du travail comme modèle d'artiste.

### Carrière de modèle

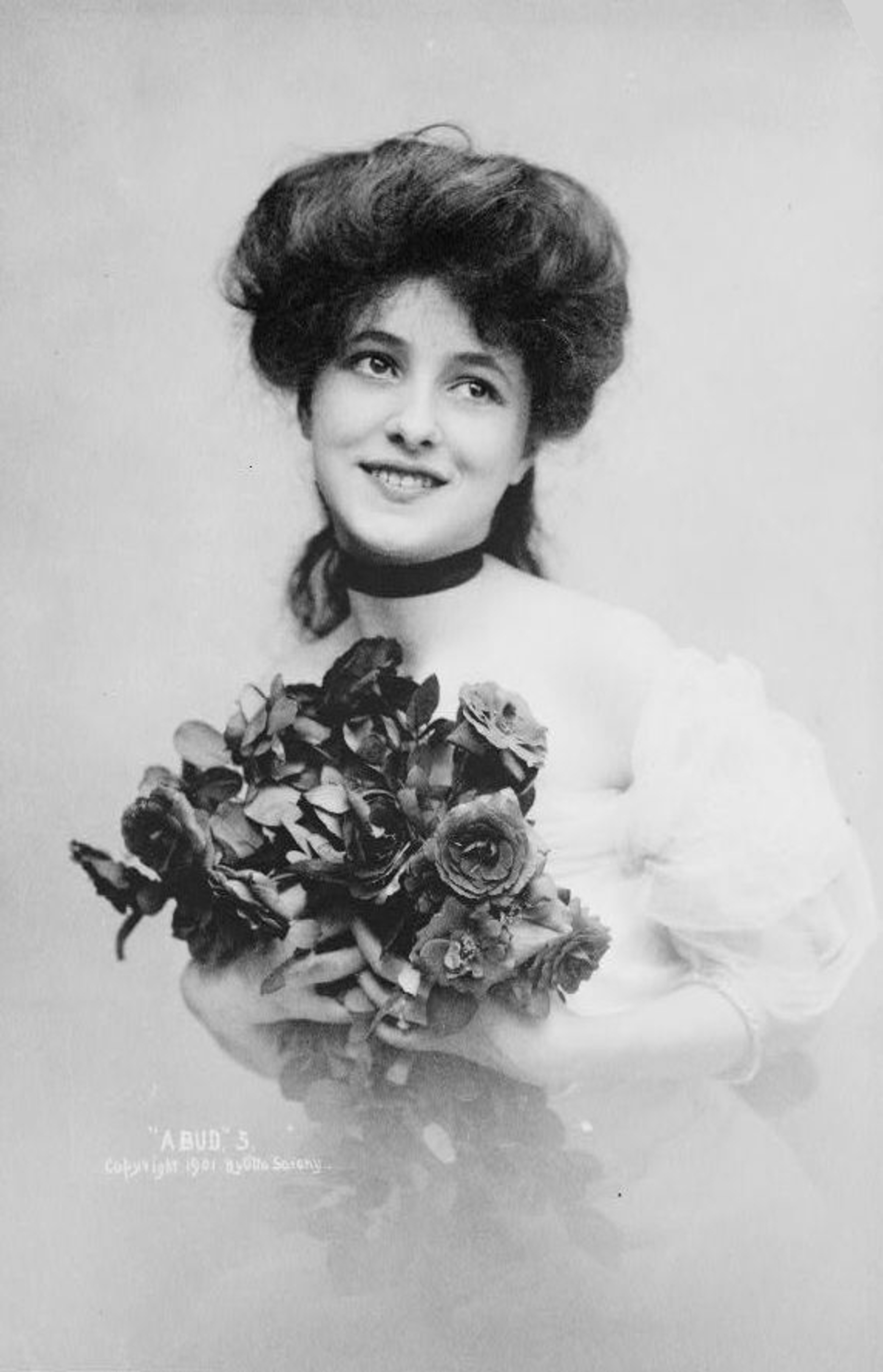
Evelyn Nesbit par Otto Sarony (c. 1901).

En 1901, alors qu'Evelyn Nesbit avait 16 ans, elle et sa mère déménagèrent pour aller s'installer au 249 W., 22e rue, à New York. Sa mère avait quelques difficultés à trouver du travail et, après quelques semaines, Evelyn la persuada de la laisser reprendre une carrière de modèle. Utilisant une lettre de recommandation que lui avait donné un artiste de Philadelphie, Evelyn rencontra James Carroll Beckwith, qui la présenta à d'autres artistes new-yorkais. Rapidement, elle posa alors pour des artistes tels que Frederick S. Church, Herbert Morgan, Gertrude Käsebier, Carl Blenner et le photographe Rudolf Eickemeyer, Jr..
Evelyn Nesbit devint finalement l'un des modèles les plus demandés à New York. Elle était d'une séduisante beauté, avec sa longue chevelure rousse ondulée et sa silhouette mince et bien faite. Le sculpteur George Grey Barnard fit appel à elle pour sa fameuse étude Innocence, que l'on peut voir aujourd'hui au Metropolitan Museum of Art.

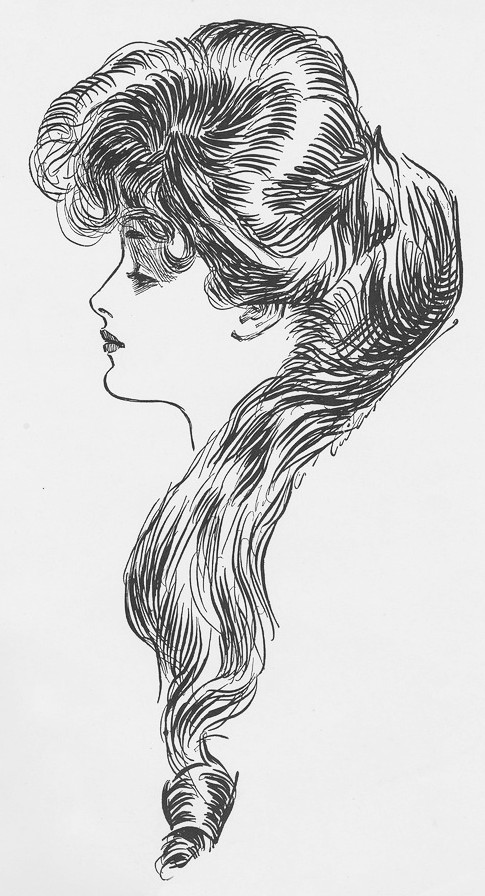
L'Éternelle Question par Charles Dana Gibson.

Charles Dana Gibson, l'un des plus célèbres illustrateurs de son temps, réalisa un portrait d'elle, au crayon et à l'encre, la montrant de profil, avec sa chevelure rousse arrangée en forme de point d'interrogation. Ce portrait, intitulé L'Éternelle Question, reste l'une des œuvres les plus fameuses de Gibson, à partir de laquelle Evelyn Nesbit fut l'une des Gibson Girls les plus emblématiques du siècle naissant.
La photographie de mode, qui commençait à devenir populaire dans les journaux quotidiens, s'avéra être un travail encore plus lucratif pour Evelyn Nesbit. Le photographe Joel Feder la payait habituellement 5 USD pour une demi-journée de pose, ou 10 USD pour une journée complète (soit environ 30 USD de l'heure, en valeur de 2006). Bientôt, Evelyn Nesbit gagna largement de quoi faire vivre sa famille.

## Les hommes dans sa vie

### Stanford White

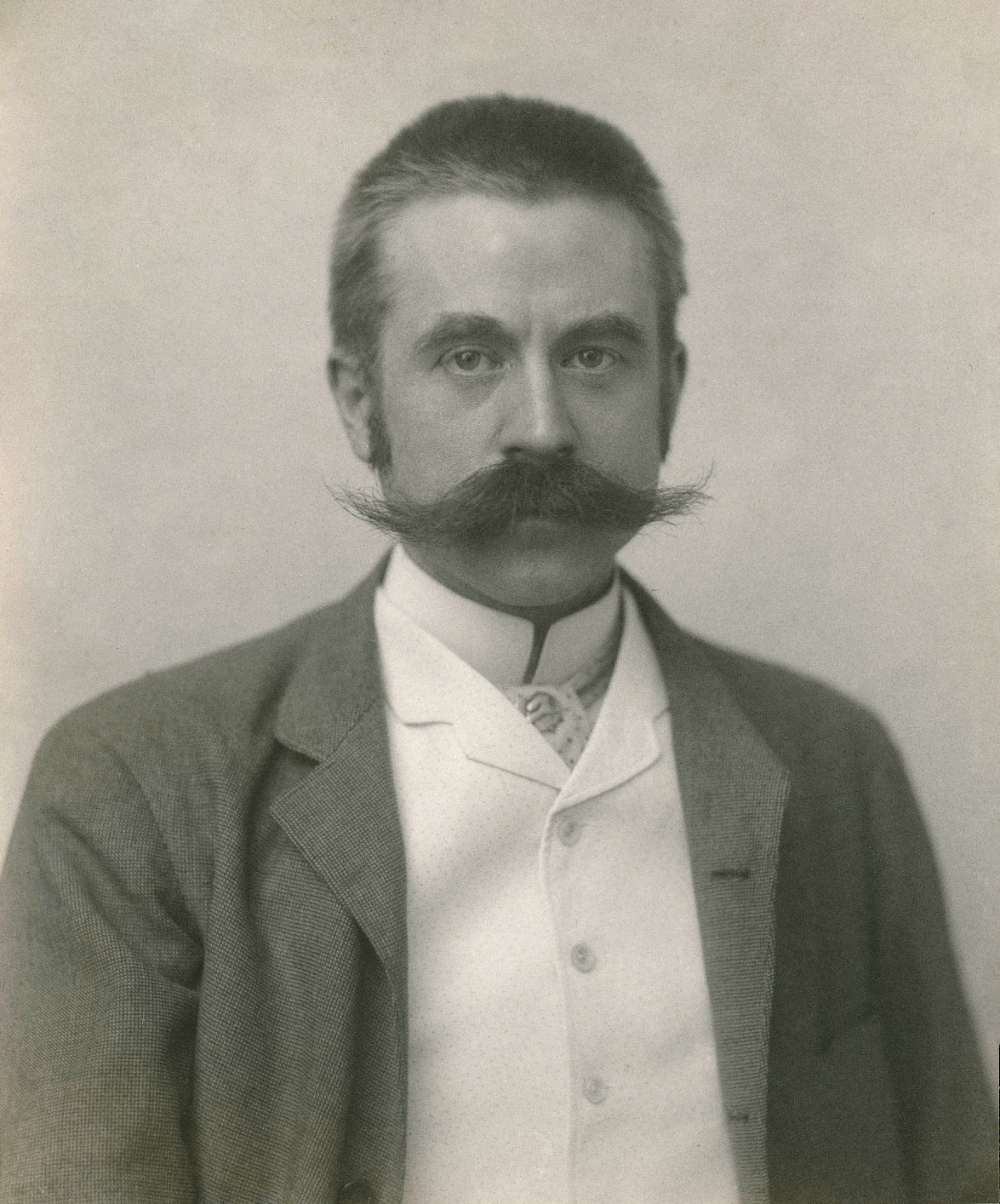
Stanford White, par George Cox (c. 1892).

Lorsqu'elle était danseuse de revue de Florodora, à Broadway, Evelyn Nesbit attira le regard du célèbre architecte — et célèbre coureur de jupons — Stanford White, âgé à cette époque de 47 ans, alors qu'elle-même en avait 16. On rapporte que Stanford White et Evelyn Nesbit furent présentés l'un à l'autre par la fameuse Edna Goodrich, une autre Florodora Girl. 
Le fait qu'il fût marié, et qu'il se fût fait une spécialité de « rechercher l'amitié » de jeunes adolescentes, ne parut pas inquiétant à la mère d'Evelyn, qui encouragea au contraire sa fille à fréquenter White. 
Or il se trouvait que White possédait un appartement, dans lequel il avait installé de nombreux miroirs, judicieusement placés à des endroits stratégiques, ainsi qu'une balançoire de velours rouge qui devait bientôt acquérir une réputation infamante ; il retirait, disait-on, une grande excitation à pousser, sur cette escarpolette, des jeunes filles en tenue légère, ce dont Evelyn Nesbit témoigna ensuite au tribunal. Il y a cependant des témoignages divergents sur le fait de savoir si l'escarpolette était installée dans l'appartement que White possédait au Madison Square Garden (dont il était l'architecte), ou si elle se trouvait en fait dans un appartement proche, dans la 24e rue.
C'est ainsi qu'Evelyn Nesbit fut plus tard présentée dans les journaux à sensation sous le nom de La Fille sur l'escarpolette de velours rouge (The Girl in the Red Velvet Swing). Elle fut également immortalisée sous ce nom par un film de 1955, La Fille sur la balançoire.

### John Barrymore

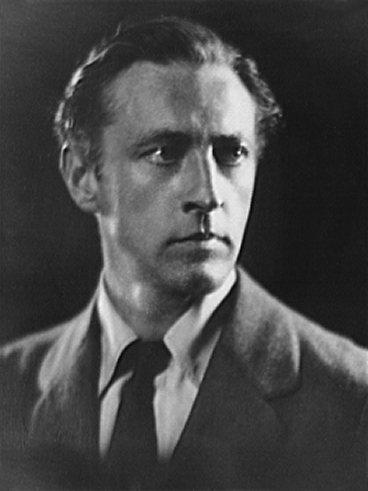
John Barrymore, photographié en 1922 par Arnold Genthe.

Alors que Stanford White commençait à s'intéresser à d'autres créatures virginales qu'Evelyn Nesbit, celle-ci se trouva être courtisée par le tout jeune John Barrymore, à partir de 1901. Ils se rencontrèrent à l'occasion d'une représentation des Florodora Girls, à l'issue de laquelle John Barrymore fit envoyer des fleurs dans la loge d'Evelyn Nesbit. J. Barrymore, qui était issu d'une famille d'acteurs de théâtre bien connue, n'avait alors que 19 ans, et fut considéré par la mère d'Evelyn comme trop pauvre pour être un parti pour sa fille, âgée alors de 17 ans.
Elle et Stanford White furent furieux lorsqu'ils découvrirent la relation naissante entre John Barrymore et Evelyn Nesbit. Cependant, Evelyn avait enfin rencontré quelqu'un de son âge et selon son cœur, et elle se rendait souvent à l'appartement de John Barrymore après le spectacle.
Barrymore alla même jusqu'à lui proposer le mariage, mais elle refusa son offre.

### Harry Kendall Thaw

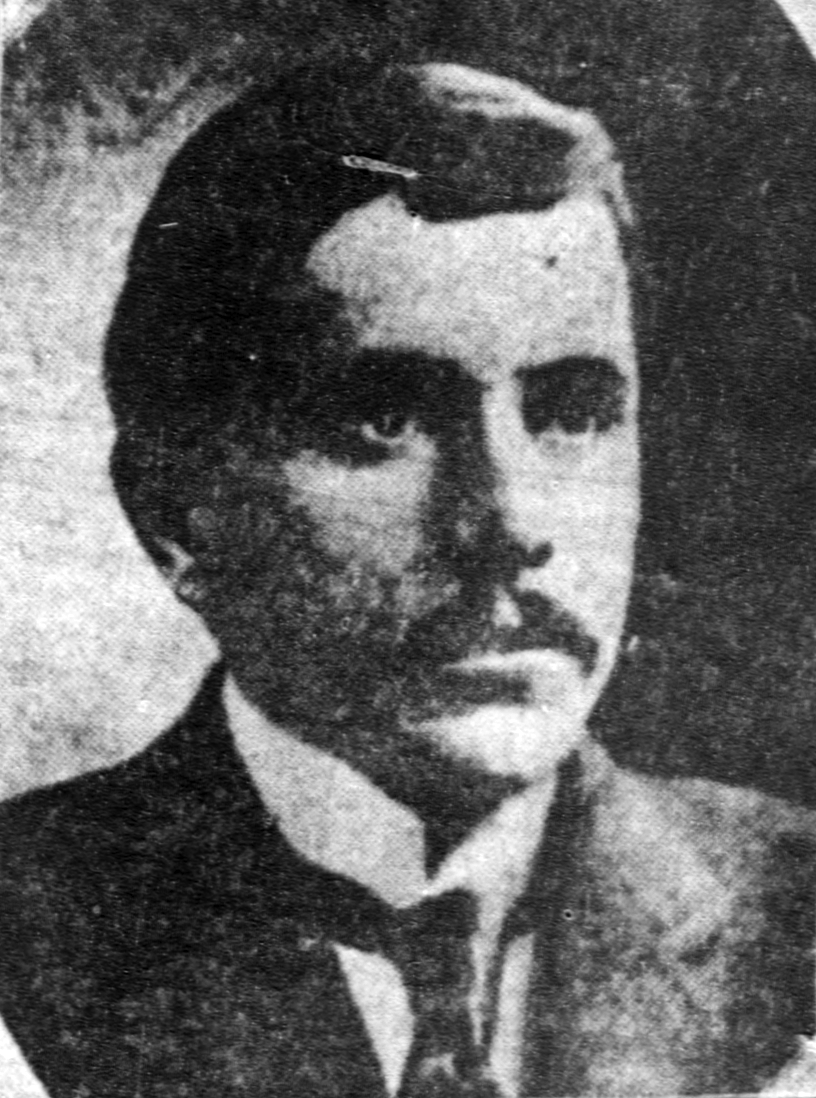
Harry Kendall Thaw (janvier 1907).

Aussi bien Stanford White que John Barrymore furent finalement supplantés dans la vie d'Evelyn Nesbit par Harry Kendall Thaw (1871 - 1947), de Pittsburgh, fils d'un baron du chemin de fer et du charbon. Thaw était extrêmement possessif à l'égard d'Evelyn (on rapporte qu'il portait sur lui un pistolet[Qui ?]) et obsédé par les détails de sa relation avec White, qu'il avait surnommé La Bête (The Beast). Thaw se droguait à la cocaïne et avait apparemment des tendances sadiques ; il aimait à soumettre les femmes — y compris Evelyn Nesbit — sans pour autant dédaigner à l'occasion de jeunes garçons, à de sévères séances de flagellation[réf. nécessaire]. 
Cependant, après un voyage en Europe, Evelyn Nesbit accepta finalement l'une des demandes en mariage répétées que Harry Thaw lui avait faites. Ils se marièrent le 4 avril 1905, alors qu'Evelyn avait 20 ans. 

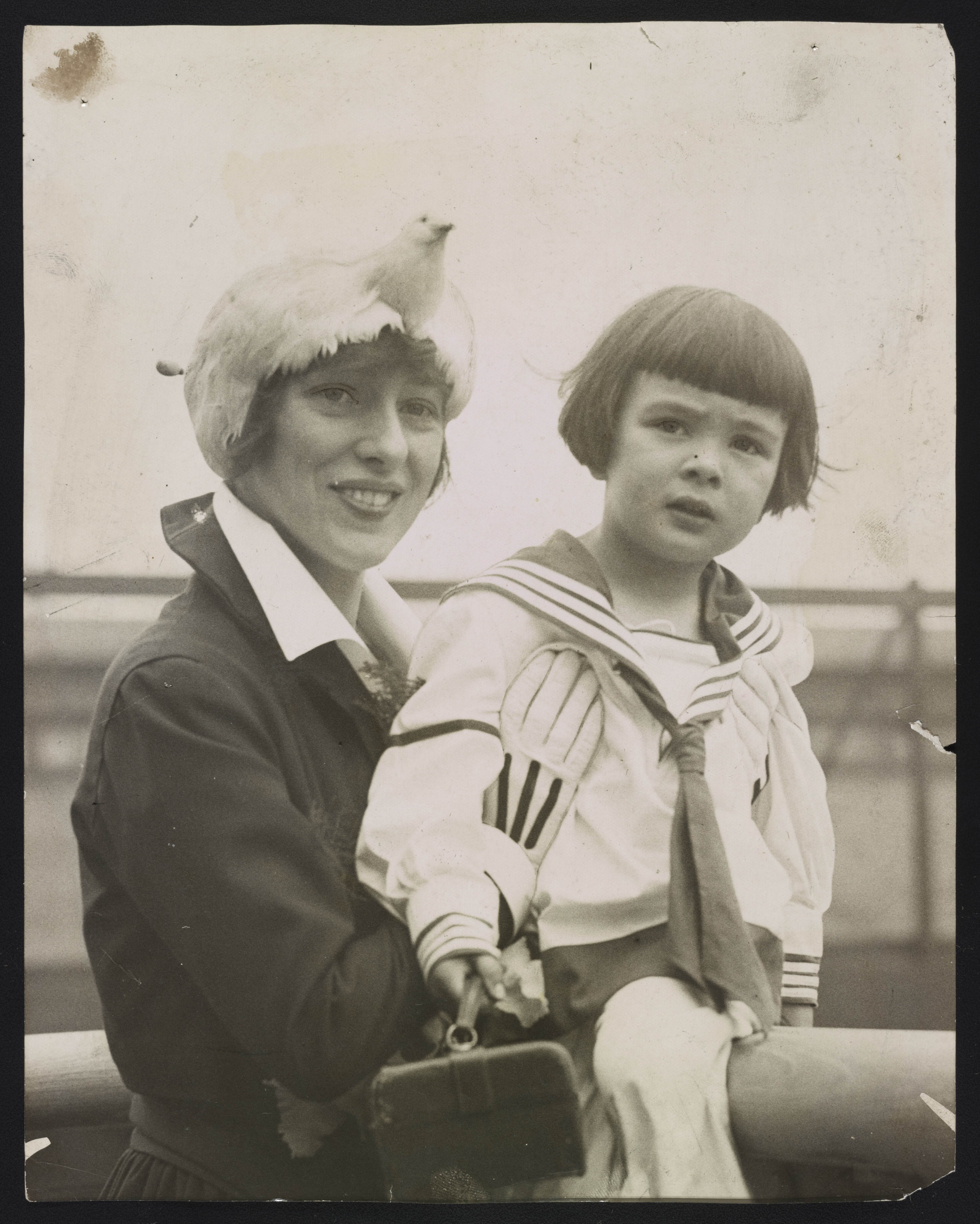
Mme Thaw et son fils Russell en 1914.

Evelyn Nesbit eut un enfant, Russell William Thaw, né à Berlin le 25 octobre 1910, qui devait mourir en 1984 à Santa Barbara. Pilote d'avion qui se distingua pendant la Seconde Guerre mondiale, il apparut dans les films tournés par sa mère à Hollywood, alors qu'il était enfant. L'identité de son père est encore aujourd'hui incertaine : si Harry Thaw jurait qu'il n'était pas le père de l'enfant (conçu pendant son internement), Evelyn Nesbit, en revanche, affirma toujours qu'il en était bien le père.

## Meurtre de Stanford White

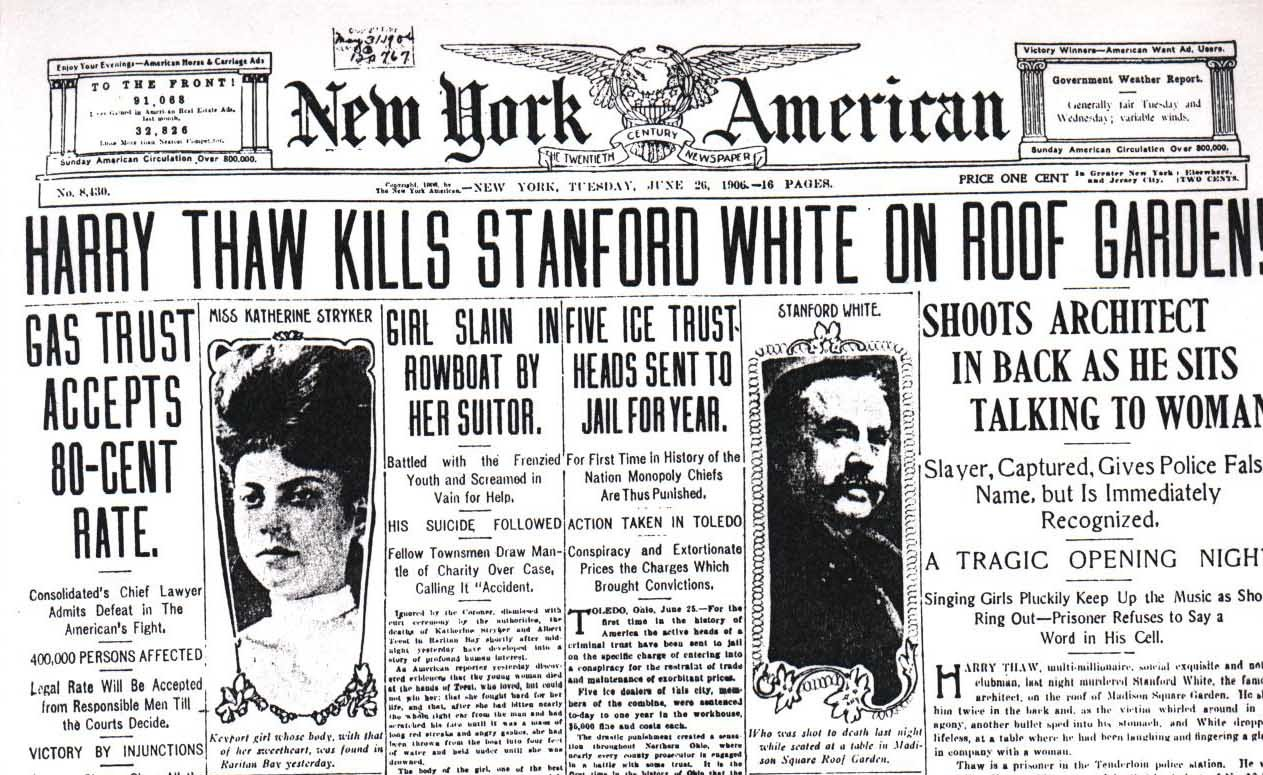
Couverture du New York American du 26 juin 1906, avec des nouvelles sur le procès concernant le meurtre de Stanford White.

Le 25 juin 1906, Evelyn Nesbit et Harry Thaw aperçurent Standford White au restaurant Café Martin, et le croisèrent de nouveau le soir au théâtre sur le toit du Madison Square Garden, lors d'une représentation de Mam'zelle Champagne, une pièce écrite par Edgar Allan Woolf. Pendant la chanson I Could Love a Million Girls (« Je pourrais aimer un million de filles »), Harry Thaw tira trois fois à bout portant sur le visage de Stanford White, le tuant sur le coup, en s'exclamant, dit-on « Tu ne reverras plus jamais cette femme ! ». Dans son livre, Le Meurtre de Stanford White, Gerald Langford cite Thaw comme disant « Tu as détruit ma vie », ou « Tu as détruit ma femme », la phrase exacte prononcée étant encore sujette à controverse.
À la suite de la mort de Stanford White se tinrent deux procès. Lors du premier, le jury n'arriva qu'à une impasse ; lors du second (au cours duquel Evelyn Nesbit témoigna en sa faveur), Harry Thaw plaida la folie temporaire. La mère de Harry Thaw (que l'on appelle généralement la Mère Thaw, Mother Thaw) promit à Evelyn Nesbit que si elle témoignait que Stanford White l'avait violée et que Thaw n'avait fait que venger son honneur, elle y gagnerait un divorce à l'amiable, accompagné d'un chèque d'un million de dollars. Evelyn Nesbit obtint le divorce, mais pas l'argent. Dès l'acquittement d'Harry Thaw, la mère de celui-ci coupa en effet les vivres à la jeune femme.
Harry Thaw fut incarcéré à l'hôpital d'État de Matteawan pour les fous criminels, à Beacon, dans l'État de New York, mais il y bénéficia d'une liberté presque totale. En 1913, il quitta l'asile, et fut conduit au Canada, à Sherbrooke, au Québec. Il fut alors extradé vers les États-Unis, mais fut relâché en 1915, après avoir été jugé sain d'esprit.

## Suite de sa carrière
Dans les années qui suivirent le second procès, la carrière d'Evelyn Nesbit ne connut qu'un succès modéré, qu'il s'agisse de vaudeville, de films muets, ou de gérante de café, et sa vie fut marquée par des tentatives de suicide. En 1916, elle épousa son cavalier dans ses spectacles de danse, Jack Clifford (1880 - 1956, Virgil James Montani de son vrai nom). Il la quitta en 1918, et elle divorça de lui en 1933.
Elle vécut dans l’anonymat pendant plusieurs années à Northfield, dans le New Jersey. Elle réussit à surmonter plusieurs tentatives de suicide, l'alcoolisme, et une addiction à la morphine. Pendant ses dernières années, elle enseigna la céramique. Elle fut conseillère technique du film La Fille sur la balançoire (1955), où son rôle est joué par Joan Collins. Elle mourut dans une maison de retraite à Santa Monica, en Californie, le 17 janvier 1967, âgée de 82 ans.

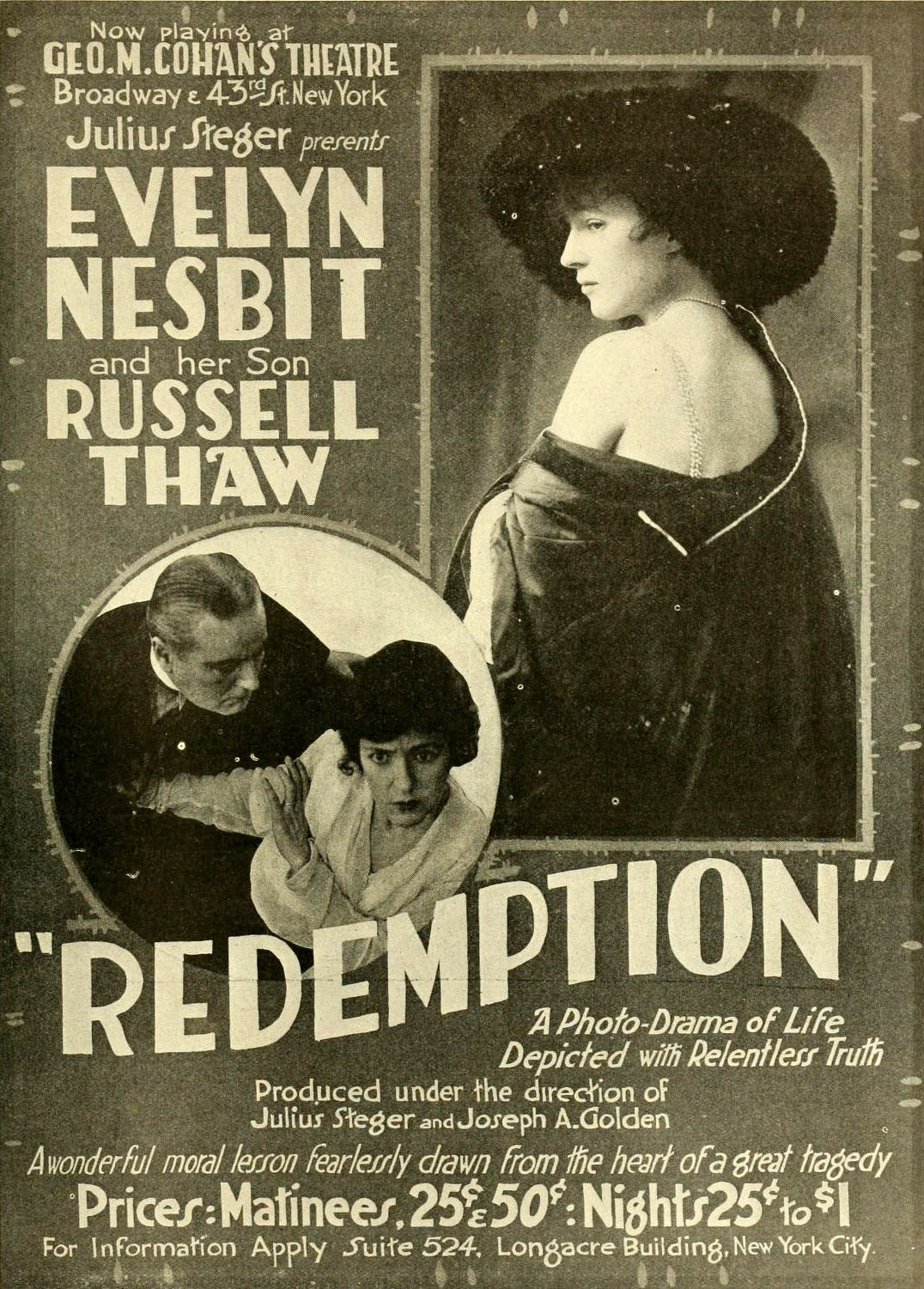
Redemption (1917).
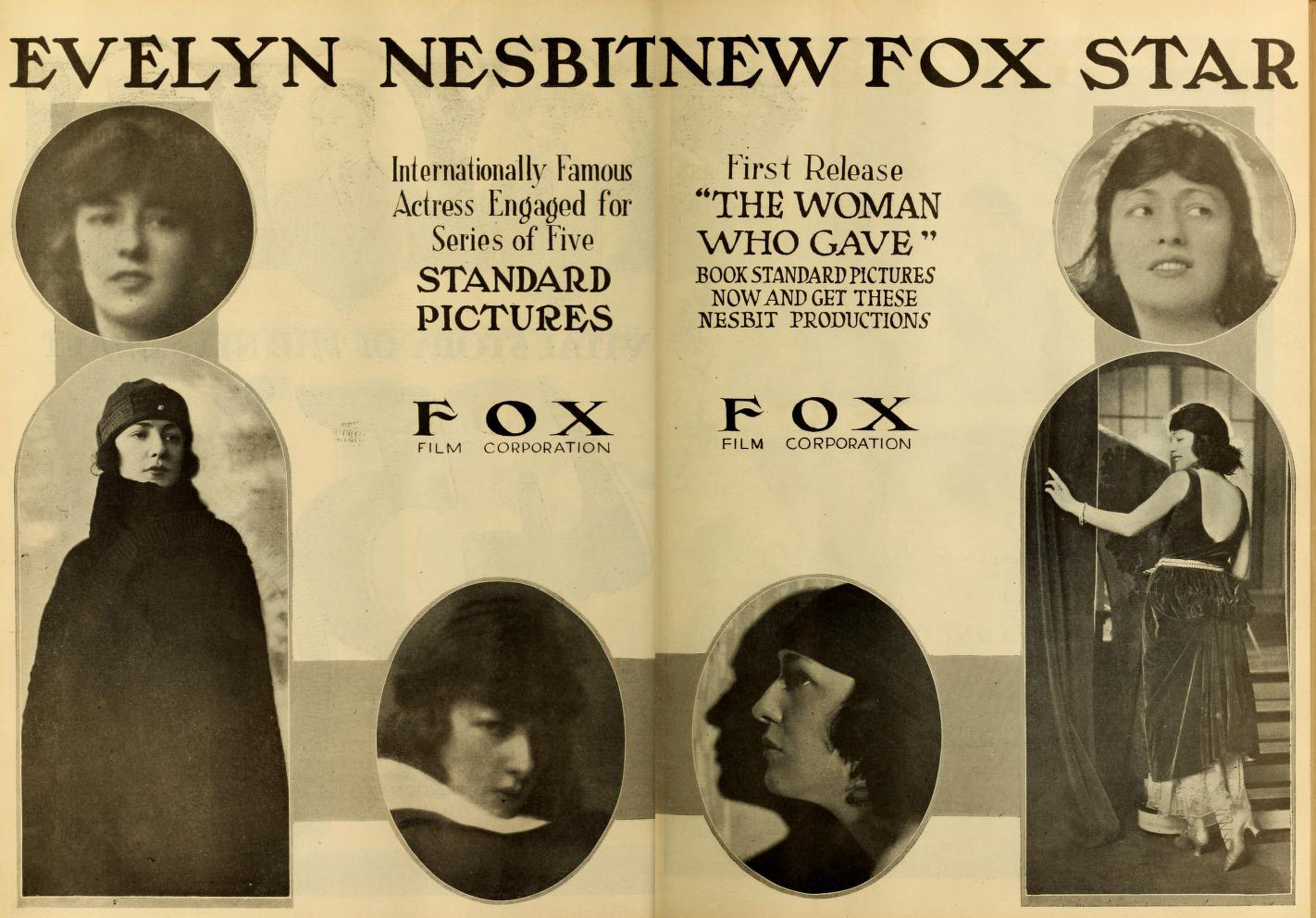
The Woman Who Gave (1918).
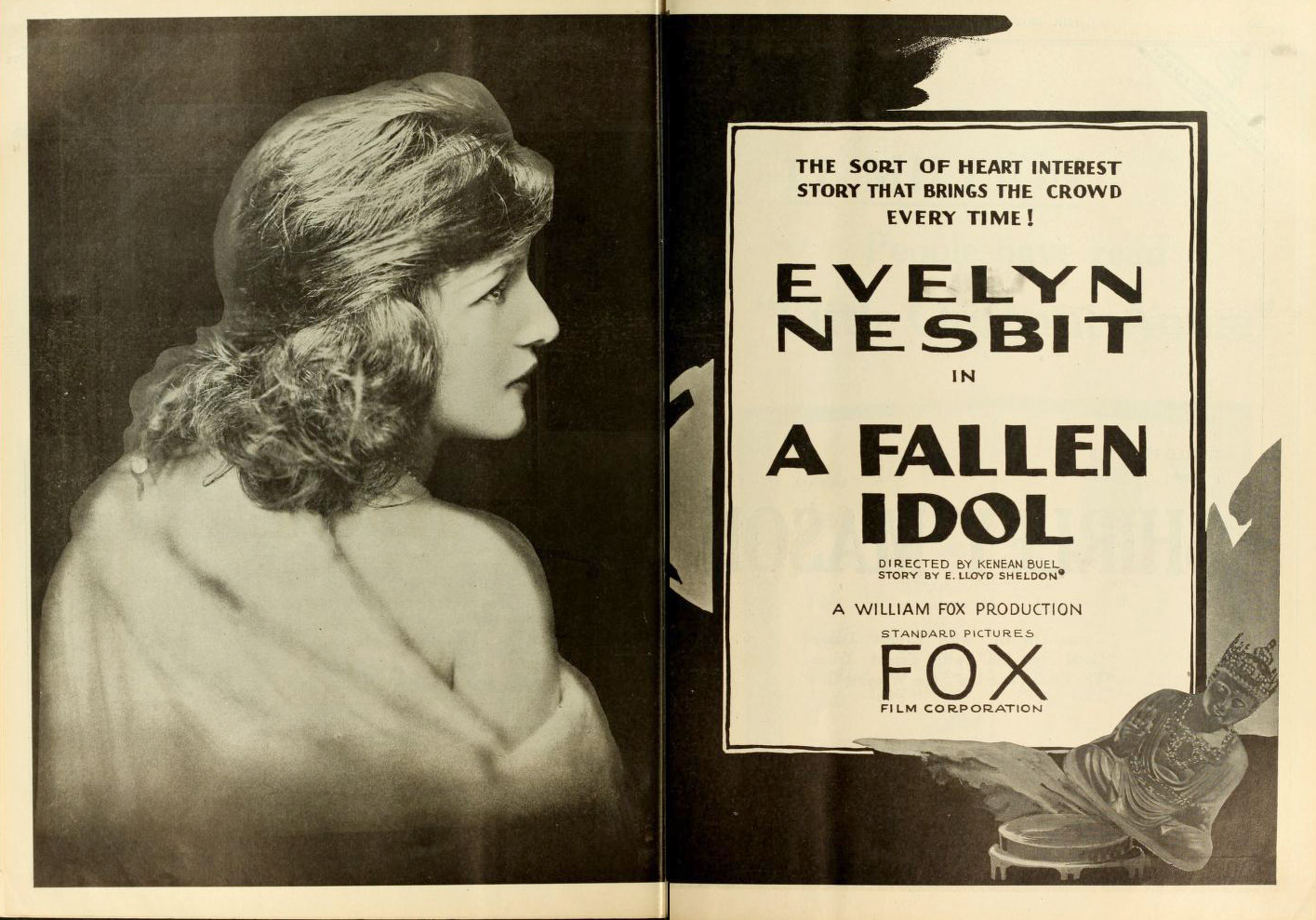
A Fallen Idol (1919).

## Filmographie partielle
- 1917 : Redemption
- 1918 : The Woman Who Gave
- 1919 : La Princesse Laone (A Fallen Idol) de Kenean Buel
- 1922 : The Hidden Woman d'Allan Dwan

## Fiction
- Son personnage est interprété par Joan Collins  dans le film La Fille sur la balançoire de Richard Fleischer sorti en 1955.
- Elle est un des personnages principaux du roman à succès Ragtime de E. L. Doctorow, interprété par Elizabeth McGovern dans le film Ragtime réalisé par Miloš Forman et sorti en 1981.
- C'est, selon Irene Gammel, à partir d'une photo d'Evelyn Nesbit que Lucy Maud Montgomery, auteur du roman à succès Anne... La maison aux pignons verts, a créé son personnage principal, Anne Shirley[3],[4].